# Oecetis kagerana
Oecetis kagerana is een schietmot uit de familie Leptoceridae. De soort komt voor in het Afrotropisch gebied.